# Cleggan
Cleggan is een kleine vissersplaats in het uiterste westen van het Ierse graafschap Galway. Het dorp ligt een kleine 10 kilometer ten noorden van Clifden en is vertrekpunt voor de veerboot naar Inishbofin en Inishturk.